# Tomorrow is Another Day
Tomorrow is Another Day (с англ. — «Завтра будет новый день»; последние слова романа Маргарет Митчел «Унесённые ветром») — немецкое модельное агентство, действующее с 2010 года в Дюссельдорфе. Основатель и руководитель Эва Гёдель.
Агентство специализируется на подборе юношей с нестандартной внешностью, зачастую набранных прямо с улицы. Именно Гёдель и её агентство, по мнению бывшего креативного директора журнала Dazed Робби Спенсера, заложили основу перехода индустрии моды к более разнообразным мужским моделям. Непосредственно на страницах Dazed утверждалось, что работа агентства Гёдель полностью изменила лицо мужской моды. Идеал агентства — «хрупкая красота» (нем. Fragile Schönheit), полагает обозреватель немецкого журнала Monopol
Первоначально главным партнёром агентства выступил дизайнер Раф Симонс, затем модели, предоставленные агентством, стали участвовать в показах таких дизайнеров и домов моды, как Дрис ван Нотен, Louis Vuitton, Prada. В 2015 году агентство оказалось вовлечено в скандал после того, как на показе Рика Оуэнса в Париже модель по имени Йера, найденный Эвой Гёдель 12 годами ранее на улице в Кёльне и постоянно работавший с модельером, вышел на дефиле с самодельным плакатом «Пожалуйста, убейте Ангелу Меркель (нет)» (англ. Please Kill Angela Merkel Not).
В 2018 году фотограф Иоахим Мюллер-Руххольц представил серию фотографий, запечатлевших моделей агентства в домашней обстановке, стремясь к психологической глубине, контрастирующей со стандартом глянцевой фотосъёмки.